# Pye Hastings
Julian Frederick Gordon 'Pye' Hastings (ur. 21 stycznia 1947 w Taminavoulin, w hrabstwie Banffshire w Szkocji) – gitarzysta, wokalista i frontman zespołu Caravan ze sceny Canterbury, w którym gra wraz ze swoim bratem Jimmym Hastingsem.